# Olympische Sommerspiele 1964/Teilnehmer (Niederländische Antillen)
| Gelbes Symbol für Goldmedaillen mit stilisierten Olympischen Ringen | Graues Symbol für Silbermedaillen mit stilisierten Olympischen Ringen | Braundes Symbol für Bronzemedaillen mit stilisierten Olympischen Ringen |
| ------------------------------------------------------------------- | --------------------------------------------------------------------- | ----------------------------------------------------------------------- |
| —                                                                   | —                                                                     | —                                                                       |

Die Niederländischen Antillen nahmen an den Olympischen Sommerspielen 1964 in der japanischen Hauptstadt Tokio mit einer Delegation von vier Sportlern teil.

## Teilnehmer nach Sportarten

### Fechten
- Jan Boutmy
Säbel, Einzel: Vorrunde

### Gewichtheben
- Hector Curiel
Bantamgewicht: 19. Platz

- Rudy Monk
Leichtgewicht: 17. Platz

- Fortunato Rijna
Halbschwergewicht: 14. Platz